# Axamer Lizum
Axamer Lizum är en by belägen sydväst om Innsbruck i Österrike. Här avgjordes tävlingar i alpin skidåkning vid olympiska vinterspelen 1964 och 1976, då alla alpina grenar utom herrarnas störtlopp avgjordes här. Herrstörtloppet avgjordes i stället vid Patscherkofel.

### Fotnoter
1. ↑  ”Bevölkerung am 01.01.2024 nach Ortschaften (Gebietsstand 01.01.2024)” (på tyska) (.ods). Statistik Austria. https://www.statistik.at/fileadmin/pages/405/Bev_Ortschaften_2024.ods. Läst 20 augusti 2024.
2. ↑  1964 Winter Olympics official report. Arkiverad 7 februari 2012 hämtat från the Wayback Machine. pp. 78, 82-85. (tyska)
3. ↑  1976 Winter Olympics official report. Arkiverad 26 februari 2008 hämtat från the Wayback Machine. p. 198. (engelska), (franska), & (tyska)